# Experimentet (film, 2001)
Experimentet (tyska: Das Experiment) är en tysk dramathrillerfilm från 2001 i regi av Oliver Hirschbiegel. Filmen baseras på Mario Giordanos roman Black Box.

## Handling
Experimentet är en socialpsykologisk film som handlar om hur olika individer påverkas av varandra och olika grupperingar. En grupp män går med på att vara inlåsta i ett slags fängelse under en period för en undersökning om hur människor påverkas. De måste lyda vakterna och de får inte kalla varandra vid namn utan får istället nummer tilldelade, nummer som även står på de särkar de måste klä sig i.
I huvudrollen Moritz Bleibtreu som spelar en undersökande journalist på jakt efter en bra historia att skriva om.

## Om filmen
Filmen grundar sig på ett verkligt experiment (Stanfordexperimentet) som utfördes vid Stanford University 1971 där 24 frivilliga delades upp i fångar och vakter. I en källare byggdes ett slags fängelse. Vakterna fick i uppgift att sköta fängelset på det sätt de ansåg lämpligt, förutom att de inte fick använda fysiskt våld. Experimentet skulle ha hållit på i två veckor men avbröts den sjätte dagen.